# Giáo hội Chính thống giáo Tewahedo Ethiopia
Giáo hội Chính thống giáo Tewahedo Ethiopia là giáo hội lớn nhất trong số các giáo hội Chính thống giáo Cổ Đông phương. Ngày nay, giáo hội này có khoảng 45-50 triệu tín hữu , phần lớn sống ở Ethiopia. Giáo hội Chính thống giáo Tawahedo Ethiopia theo truyền thống hiệp thông hoàn toàn với Giáo hội Chính thống giáo Copt với Toà Thượng phụ Alexandria, nhưng đã độc lập về quyền bính từ năm 1959.
Đây cũng là một trong những giáo hội lâu đời nhất của Kitô giáo. Lưu trữ ngày 1 tháng 7 năm 2019 tại Wayback Machine

## Tên gọi
Tewahedo (tiếng Ge'ez: täwaḥədo) là một từ trong tiếng Ge'ez có nghĩa là "được làm một" hoặc "hiệp nhất". Từ này đề cập đến tín lý hiệp tính thuyết (miaphysitism) của Chính thống giáo Cổ Đông phương về bản chất hiệp nhất của Chúa Kitô. Công đồng Nicea (325) tuyên bố rằng Đức Giêsu Kitô là Thiên Chúa, đồng bản thể với Đức Chúa Cha, và Công đồng Êphêsô đầu tiên (431) định tín rằng Đức Giêsu là một ngôi vị duy nhất: là Thiên Chúa trọn vẹn và là con người trọn vẹn (đây gọi là sự hiệp nhất ngôi vị - hypostatic union). Họ đặc biệt bác bỏ các công thức định tín của Công đồng Chalcedon được tổ chức vào năm 451 tại Chalcedon và chỉ công nhận ba công đồng đại kết đầu tiên: Công đồng Nicaea thứ nhất, Công đồng Constantinopolis thứ nhất và Công đồng Ephesus thứ nhất.

## Lịch sử
Truyền thống cho rằng Kitô giáo đã được giới thiệu đến khu vực nay là Ethiopia ngay sau lễ Hiện xuống. Gioan Kim Khẩu nói về "Người Ê-ti-ô có mặt tại Giê-ru-sa-lem" có thể tìm được lời rao giảng của Thánh Phêrô trong Công vụ, 2:38. Việc rao giảng tin mừng có thể có của một số Tông đồ ở vùng đất hiện được gọi là Ethiopia cũng được báo cáo sớm nhất là vào thế kỷ thứ 4. Nhà sử học Socrates thành Constantinople đã thêm Ethiopia trong danh sách của ông là một trong những khu vực được Thánh Matthew Apostle rao giảng, trong đó một đề cập cụ thể về vùng đất "Ethiopia phía nam biển Caspi" có thể được xác nhận trong một số truyền thống như Giáo hội Công giáo La Mã cũng như trong những nguồn tư liệu khác. Truyền thống của Giáo hội Chính thống Tawahedo Ethiopia nói rằng Bartholomew đi cùng Matthew trong một nhiệm vụ kéo dài ít nhất ba tháng. Các bức tranh mô tả các nhiệm vụ này được tìm thấy trong Nhà thờ Thánh Matthew ở tỉnh Pisa, phía bắc nước Ý được khắc họa bởi Francesco Trevisan (1650-1740) và Marco (1688-1764).